# Archires
Os Archires são um grupo étnico do noroeste do Daguestão, pertencente ao grupo dos Avares. Em 2010, sua população era de apenas 12 pessoas.